# Isaak Pomieranczuk
Isaak Jakowlewicz Pomieranczuk (ros. Исаак Яковлевич Померанчук; ur. 20 maja 1913 w Warszawie, zm. 14 grudnia 1966 w Moskwie) – rosyjski fizyk teoretyk.

## Życiorys
Był synem Jakowa, inżyniera-chemika, i lekarki. Od 1918 mieszkał z rodziną w Rostowie, a od 1923 w Rubiżnem w Donbasie, gdzie w 1927 skończył 7-letnią szkołę, a w 1929 dwuletnią szkołę fabryczno-zawodową, po czym pracował w przemyśle bawełnianym. Od 1931 studiował w Iwanowskim Instytucie Chemiczno-Technologicznym, następnie w Leningradzkim Instytucie Technologicznym. W 1935 roku rozpoczął w Charkowie pracę naukową pod kierunkiem Lwa Landaua. W 1936 ukończył Leningradzki Instytut Politechniczny, po czym rozpoczął aspiranturę w Charkowskim Instytucie Fizyczno-Technicznym. W 1938 po aresztowaniu Lwa Landau przeniósł się do Leningradu, gdzie obronił pracę dyplomową i zaczął wykładać na Uniwersytecie Leningradzkim i został młodszym pracownikiem naukowym w Instytucie Fizyczno-Technicznym, a w 1940 objął w Moskwie funkcję starszego pracownika naukowego FIAN im. Lebiediewa. Po ataku Niemiec na ZSRR w 1941 wraz z kadra FIAN został ewakuowany do Kazania, w 1942 był delegowany do prac na górze Aragac w Armenii w celu założenia tam stacji badawczej. Od 1943 był zaangażowany w radziecki projekt atomowy, w 1951 został skierowany do Dubnej, gdzie założył wydział teoretyczny przyszłego Zjednoczonego Instytutu Badań Jądrowych
Zajmował się teorią rozpraszania neutronów w kryształach, teorią przewodnictwa cieplnego dielektryków, oddziaływaniem elektronów z promieniowania kosmicznego z polem magnetycznym Ziemi oraz fizyką jądrową wysokich energii. Był twórcą teorii, według której przy dostatecznie wysokich energiach przekroje czynne na rozpraszanie cząstki i antycząstki stają się identyczne.
W 1953 roku Pomieranczuk został członkiem korespondentem, a w 1964 członkiem rzeczywistym Akademii Nauk ZSRR. Był kawalerem Orderu Lenina, Orderu Czerwonego Sztandaru Pracy oraz Orderu „Znak Honoru” i dwukrotnym laureatem Nagrody Stalinowskiej (1950 i 1952). Został pochowany w mieście Korolow w obwodzie moskiewskim.